# 사사키 쿠미
사사키 쿠미(일본어: 佐々木 久美 사사키 구미[*], 1996년 1월 22일 ~ )는 일본의 아이돌 그룹인 히나타자카46의 멤버(캡틴・최연장자)이다.